# Universitair Verplegingscentrum Brugmann
Universitair Verplegingscentrum Brugmann (UVC Brugmann), Frans: Centre Hospitalier Universitaire Brugmann (CHU Brugmann), is een academisch ziekenhuis in Brussel.
Op 16 juni 1923 werd het ziekenhuis officieel ingehuldigd. Het is ontstaan uit een legaat van filantroop Georges Brugmann.
De eerste gebouwen waren op campus Horta, genoemd naar zijn architect Victor Horta.
In 1999 was er een fusie met het VC Paul Brien in Schaarbeek, nu site Paul Brien genoemd. Van 2004 tot de sluiting in 2007 was er een ziekenhuissite van Jette opgenomen als site René Magritte.
Verder heeft het een revalidatie afdeling Site Koningin Astrid bij het Militair Hospitaal Koningin Astrid. CHU Brugmann is door een associatie verbonden met twee universiteiten: de Vrije Universiteit Brussel en Université libre de Bruxelles. 
Dit ziekenhuis op drie locaties in de stad, maakt deel uit van de Interhospitalenkoepel van de Regio voor Infrastructurele Samenwerking (IRIS), het netwerk van de Brusselse openbare ziekenhuizen.